# Connaissance d'office
En droit de la preuve québécois, la connaissance d'office du tribunal est une manière d'alléger ce qui doit être prouvé devant le juge, en évitant au justiciable de prouver des faits de connaissance générale, ainsi que d'avoir à prouver le droit en vigueur au Québec. Un terme synonyme est connaissance judiciaire. 
Les dispositions pertinentes en matière de connaissance d'office sont les articles 2806 à 2810 du Code civil du Québec.

## Connaissance d'office de faits généraux
Par exemple, un justiciable n'a pas à démontrer que Paris est la capitale de la France, que la valeur approximative de Pi commence par les chiffres 3,14159..., qu'une montre est un instrument de mesure du temps, que Barack Obama était président des États-Unis entre janvier 2009 et janvier 2017, que le christianisme, l'islam et le judaïsme comptent parmi les principales religions monothéistes, que les baleines sont des mammifères marins, que le cœur est un organe qui assure la circulation sanguine, que les automobiles ont généralement des plaques d'immatriculation, qu'un hôpital est un endroit pour se faire soigner, que le mot chalk en anglais signifie craie en français, et ainsi de suite.

## Connaissance d'office du droit en vigueur au Québec
Puisque le juge connaît d'office le droit en vigueur au Québec, le justiciable n'a pas à prouver que le Code civil du Québec, la Charte canadienne des droits et libertés, la Loi sur la justice administrative ou la Loi sur les cités et villes comptent parmi les lois applicables en droit québécois.
Par contre, le droit des autres provinces et le droit étranger doit être allégué (2809 C.c.Q), de même que les traités internationaux non intégrés en droit canadien, ainsi que les textes de loi québécois qui n'ont pas été publiés à la Gazette officielle du Québec (art. 2807 al. 2 c.c.Q).

## Inadmissibilité de Wikipédia devant les tribunaux canadiens et québécois
Dans plusieurs décisions, les tribunaux canadiens et québécois ont conclu que Wikipédia n'est pas une source admissible pour démontrer la connaissance d'office. Cela est lié au fait que Wikipédia est éditable par n'importe qui. De plus, par le passé, certains individus ont déjà tenté d'insérer des faits dans des articles de Wikipédia dans le seul but de les alléguer par la suite en cour comme connaissance d'office, ce qui a été dénoncé comme étant une tactique malhonnête, car c'est s'auto-constituer une preuve.
Cela dit, la prohibition de Wikipédia n'est pas absolue car en vertu de l'arrêt Laquerre c. Société canadienne d'hypothèques et de logement, la Cour d'appel du Québec paraît accepter Wikipédia à condition qu'elle livre des résultats suffisamment concordants avec d'autres sites Web tels que Canoe.ca, l'OACIQ et La Presse. Cette question n'a jamais été soumise à la Cour suprême du Canada, mais un des trois juges qui a écrit cette décision a été nommé à la Cour suprême quelques années plus tard (le juge Nicholas Kasirer). 
Les décisions judiciaires qui mentionnent Wikipédia sont loin d'être rares car le moteur de recherche de CanLII en recense plus de 1 100 en 2023, surtout en droit administratif. Cette prépondérance de décisions administratives serait liée au caractère moins contraignant des règles de preuve en droit administratif, d'après les recherches du professeur de droit Nicolas Vermeys.